# Romanów (Kryłów)
Romanów – część wsi Kryłów w Polsce położona w województwie lubelskim, w powiecie hrubieszowskim, w gminie Mircze.
W latach 1975–1998 Romanów położony był w województwie zamojskim.